# Nagykároly magyar irodalmi élete
Nagykároly magyar irodalmi élete – A Károlyiak ősi vára mellett kialakult város, Nagykároly az 1919-es államfordulatig Szatmár vármegye székhelye volt, s ebben a szerepében hagyott szellemi örökséget az utókornak. Bethlen Gábor és II. Rákóczi Ferenc egész Európára látó gondolkodása, egyes jakobinusok találkozása a főispáni beiktatáson 1794 nyarán, Kölcsey zuhatag mondatai, melyek "e falak közt hangozának", az ide látogató Petőfi ellenszenvei a régi vármegyei élettel szemben és gyönyörűségei bontakoztatták ki a város sajátos hangulatát, ahol a Kegyesrendiek 1725-ben gróf Károlyi Sándor alapította gimnáziumának neveltjei is hozzájárultak egy emelkedett közszellem kialakításához. A nyelvtudós Révai Miklós első magyar nyelvű verseskönyve is itt jelent meg 1778-ban.

## 19-20. század
Itt érvényesültek Kaffka Margit "színei és évei", ez a város lett Ady Endre géniuszának első ébresztője. Nagykároly kulturális örökségének kevéssé ismert mozzanata, hogy e város szülötte Barna Ferdinánd, a teljes Kalevala első magyar fordítója (1871).
A 19. század második felében több lap is megjelent itt, így a Népiskolai Lapok (1870-71), Szatmármegyei Közlöny (1874-1920, 1940-45); Nagykároly (1875-76). A leghosszabb időt a Nagykároly és Vidéke érte el, 1884-ben indult és címét a magyar helységnevek használatának betiltása után kényszerűen megváltoztatva 1940 őszéig jelent meg. E lapnál dolgozott egy időben a népszerű regényíró Kosztka Mihály. Az I. világháború után itt kiadott lapok közül megemlítendő az Északnyugati Újság c. hetilap (1919-30), a Haladás c. társadalmi és szépirodalmi hetilap (1926-28), a Szilágymegyei Újság (1931-38), s ennek folytatása, a Kisebbségi Újság (1938).
Ebben a virágzó korszakban alakult a Polgári Olvasókör is (1874-1918), amely nagy szerepet játszott a város szellemi életében.
Amint megszűnt megyeközpont lenni, a város szellemi letargiába süllyedt. Hanyatlásnak indult a Kölcsey-kultusz ápolására még 1892-ben létesített Kölcsey Egyesület, bár vezetői buzgólkodásának köszönhetően látogatott a városba "fiaival" Benedek Elek (1928). Itt töltötte ifjúsága éveit Hegyi Endre költő és műfordító, itt formálódott Török Sándor Béla, a színházi szakember és publicista.
A Kölcsey Egyesület folytatásának tekinthető a Kölcsey Irodalmi Kör, mely 1957-ben alakult Fényi István vezetésével. Vonzáskörébe kerültek a szomszédos Érmellék tollforgatói is, így az Érkeserűben letelepedett Számadó Ernő és az érmihályfalvi Máté Imre. Bekapcsolódott a kör munkájába Nikodémusz Károly evangélikus lelkész is, akinek Judás Iskarioth c. verses drámáját 1928-ban a kolozsvári színpadon mutatták be. Benedek Zoltán nagykárolyi tanárként természettudományos szakmunkákkal és népszerűsítő írásaival jelentkezett; neki köszönhető Bíró Lajos tasnádi származású természettudós távol-keleti, a pápuák földjén végzett néprajzi és rovartani kutatásainak feldolgozása (1979). Az itt élő Károlyi S. Mihály monográfiát írt Gyárfás Jenő képzőművészről. Németi János, a nagykárolyi múzeum igazgatója régészeti kutatásaival aratott elismerést hazai és nemzetközi szinten. Innen indult Balogh József író és műfordító pályája. Az 1980-as évek elején eredményesen működött Vasárnapi Fórum elnevezéssel egy irodalmi csoportosulás Kádár Ferenc és Gnándt István vezetésével, ennek működését azonban az élesedő diktatúra idején, 1985-ben betiltották. Itt mutatkozott be néhány fiatal szerző, köztük Sróth Ödön, akinek Fényözön c. verseskötete 1981-ben Temesvárt jelent meg.
Eredeti pedagógiai kísérletként tanárok diákjaikkal közösen karolták fel a műkedvelést mind klasszikus drámák, mind nagyoperettek színrevitelével, segítséget nyújtva az iskolai kereteken kívül az üzemek műkedvelő csoportjainak is.
A folyamatos irodalmi élet egyik gyökere a város nyomdakultúrája. Az első nyomda már 1753-tól működött, 1754-ben magyar és orosz nyelvű ábécés könyvet, 1756-ban földrajzkönyvet nyomtattak itt, s a helyi kiadványok sora a nyelvújítás harcaitól kezdve nem szakadt meg. Ez a magyarázata a város gazdag és változatos sajtótörténetének is.

## 1989 után
A diktatúra bukása után megélénkülő irodalmi élet jele volt a Károlyi Gáspár emlékünnepség, a találkozó a Helikon szerkesztőivel (1990), a Romániai Magyar Szó első fóruma (1991), március tizenötödike évenkénti zenés-irodalmi megünneplése a színházban. Két új kulturális szervezet alakult: a Pietas, amelynek fő célkitűzése 1992 óta a kórusmozgalmak és verses rendezvények lebonyolítása (elnöke Visnyai Csaba zenetanár) és 1994-ben a Kaffka Margit Művelődési Társaság, amely a magyarság kulturális, vallási és tudományos tevékenységét irányítja, kiállításokat szervez (vezeti ifjabb Sróth Ödön mérnök). A Nagykároly szellemi vonzáskörzetéhez tartozó Tasnádon alakult meg 1991-ben a helység nagy szülötte, az Új-Guinea-kutató emlékét ápoló Bíró Lajos Ökológiai Társaság (elnöke Benedek Zoltán).
1994 óta újra megjelenik a Nagykároly és Vidéke (főszerkesztő Végh Balázs Béla tanár, majd Silimon-Várday Zoltán), amely 1996 óta évkönyvekbe gyűjti a város és vidéke egy esztendejének eseményeit is. 1994. szeptember 12-én a város Főterén ünnepélyesen felavatták a sepsiszentgyörgyi Petrovics István művészi alkotását, az új Petőfi-szobrot. Azóta a várost díszíti Károlyi Gáspár (1996) és Kaffka Margit (1999) szobra is.
Az 1989 utáni időszak a helyi lapjai: az Agora (1990, Kádár Ferenc szerkesztésében), a Hepaj c. "sulilap" (1994-97) és az Info c. reklámlap (1993-tól).
A Nagykároly és Vidéke 1997-re megjelent Évkönyvében Pap József és Nagy László a nagykárolyi színjátszás történetét, Czumbel Imola Petőfi Sándor és Szendrey Júlia házasságát, Németi János Jászi Oszkár, Deák Endre Erkel Ferenc, Márkus Endre Károlyi Gáspár, Végh Balázs Béla Kaffka Margit, Kasztovszky Zoltán Gellért Sándor emlékét idézi.
A svábok betelepedéséről már 1931-ben Vonház István írt és jelentetett meg Pécsett munkát, s a Nagykároly környéki felekezeti iskolák körül támadt vitákról Majtényi Szilárd a Magyar Kisebbség hasábjain számolt be 1936-ban. Adatokat a szatmári svábok történetéhez legutóbb Ernst Hauler német szerző, egykori szatmári tanár nyújtott, aki többek között a nagymajtényi 200 éves templomról jelentetett meg könyvet (Passau, 1994).